# Waiting for Magic
«Waiting for Magic» es una canción grabada por el grupo de pop sueco Ace of Base de su álbum debut, Happy Nation. Fue lanzado en Escandinavia en mayo de 1993 como el cuarto sencillo del álbum. 
La versión original de la canción aparece solo en el lanzamiento original de Happy Nation. En la reedición del álbum, llamada Happy Nation U.S. version, y en The Sign (1993), fue reemplazado por su remezcla. Alcanzó el puesto número 5 en las listas de éxitos de Finlandia.
No se produjo ningún video musical para "Waiting for Magic", pero se promocionó a través de una serie de actuaciones en vivo, incluida una en el concurso de Miss Universo Dinamarca.

## Lista de canciones
- Maxi CD (Suecia)

1. "Waiting for Magic" (Radio Version) – 3:31
2. "Waiting for Magic" (Total Remix 12") – 6:34
3. "Waiting for Magic" (Total Remix 7") – 3:51
4. "Waiting for Magic" (Album Version) – 5:14

## Posicionamiento en listas
| Lista (1993)                        | Máxima posición |
| ----------------------------------- | --------------- |
| Europa (Eurochart Hot 100)          | 84              |
| Finlandia (Suomen virallinen lista) | 5               |
| Suecia (Sverigetopplistan)          | 19              |

## Personal
- Voces de Linn Berggren, Jenny Berggren, Jonas Berggren y Ulf Ekberg
- Escrito por Jonas Berggren y Ulf Ekberg
- Producido por Jonas Berggren y Ulf Ekberg
- Total Remix de Ulf Ekberg y Stonestream
- Grabado en Tuff Studios